# Supervacío Local Septentrional
El Supervacío Local Septentrional es una región del espacio pobre en cúmulos ricos de galaxias, conocida como vacío. Es el supervacío más cercano y se halla entre los supercúmulos de Virgo (Local), Coma y Hércules. En el cielo se puede encontrar entre las constelaciónes de El Boyero, Virgo y de La Serpiente. Aunque está mayormente vacío, contiene algunas galaxias pequeñas (principalmente espirales) y cúmulos galácticos. Las galaxias débiles dentro de este vacío dividen la región en vacíos de dimensiones menores, de tamaños 3 a 10 veces menor que el del supervacío. Su centro se encuentra a una distancia aproximada de 61 megapársecs (199 millones de años luz) en (15h, +15°), y su diámetro es de 104 megapársecs (339 millones de años luz) en su zona más ancha.